# HD 196712
HD 196712，又名BD-02 5328，SAO 144666、HR 7890，是一颗恒星，视星等为6.22，位于銀經43.67，銀緯-24.97，其B1900.0坐标为赤經20h 34m 1.1s，赤緯-2° -24.97′ 53″。